# Pigmejka karłowata
Pigmejka karłowata, pigmejka, uistiti pigmejka (Cebuella pygmaea) – gatunek ssaka naczelnego z rodziny pazurkowcowatych (Callitrichidae).
Zwierzę znane jest także pod nazwą finger monkey ze względu na swoje niewielkie rozmiary.

## Taksonomia
Gatunek po raz pierwszy zgodnie z zasadami nazewnictwa binominalnego opisał w 1823 roku niemiecki przyrodnik Johann Baptist von Spix nadając mu nazwę Iacchus pygmaeus. Miejsce typowe to Tabatinga, na obszarze rzeki Solimões, Amazonas, Brazylia. Holotyp to zamontowana skóra z czaszką w środku dorosłego osobnika (sygnatura ZSM 20) ze zbiorów Zoologische Staatssammlung München.
Z badań Boubli i współpracowników (w druku) wynika, że populacje tradycyjnie zaliczane do gatunku C. pygmaea należą do dwóch odrębnych gatunków, z których jeden zasiedla obszary nad rzeką Japurá, a drugi – obszary na południe od Solimões. Zdrowe mieszańce C. pygmaea z Callithrix jacchus zostały uzyskane w niewoli, a niektóre ujęcia systematyczne uznają Cebuella za podrodzaj Callithrix. 
Autorzy Illustrated Checklist of the Mammals of the World uznają ten takson za gatunek monotypowy.

### Etymologia
- Cebuella: rodzaj Cebus Erxleben, 1777 (kapucynka); łac. przyrostek zdrabniający -ella[14].
- pygmaea: łac. pygmaeus „karłowaty”, od gr. πυγμαιος pugmaios „karłowaty, wielkości pięści”, od πυγμη pugmē „pięść”[15].

## Zasięg występowania
Pigmejka karłowata występuje na obszarach górnego biegu Amazonki w południowej Kolumbii, zachodnia Brazylii, północno-wschodnim Ekwadorze i północnym Peru, na północ od Solimões (górny bieg Amazonki) i Napo, na wschód do ujścia Japurá i na południe od Caqueta do Andów.

## Morfologia
Pigmejka karłowata jest najmniejszym przedstawicielem małp – długość ciała (bez ogona) 12–16 cm, długość ogona od 17–23 cm; masa ciała 85–140 g. Samice są nieco większe od samców. Futro zielonożółte z ciemnobrązowymi plamami, na brzuchu żółtopomarańczowe. 

## Ekologia

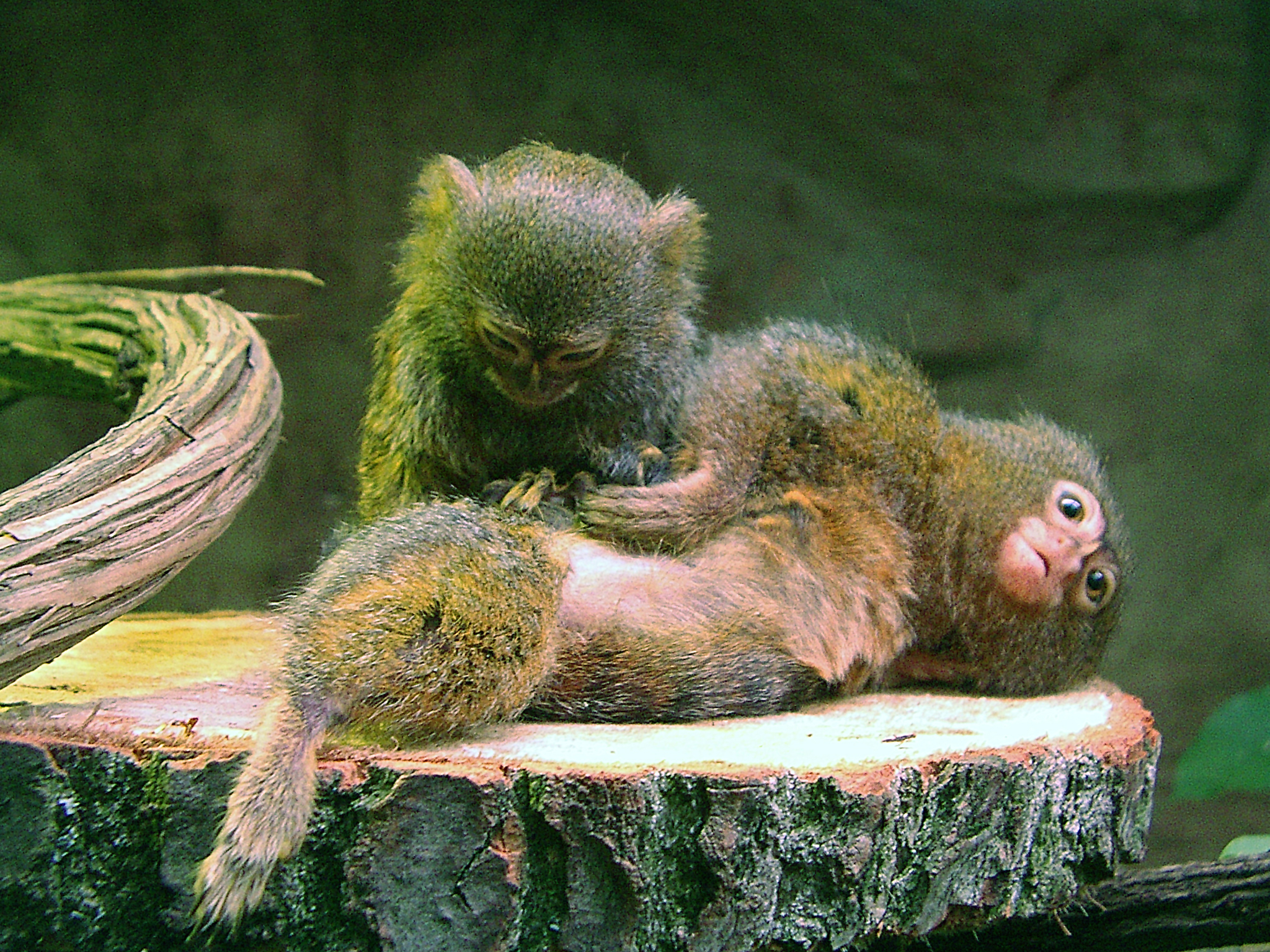
Dwie pigmejki podczas iskania

Pigmejki karłowate żyją najczęściej w parach lub małych, rodzinnych grupach. Opiekę nad młodymi sprawuje ojciec oraz ewentualnie starsze męskie potomstwo; rola matki sprowadza się głównie do karmienia. 
Doskonale wspina się po drzewach dzięki przystosowanym do tego celu pazurom. Pigmejka karłowata jest aktywna w dzień; noce spędza w dziuplach, rozwidleniach konarów drzew lub ptasich gniazdach. Jest wszystkożerna – żywi się owocami, liśćmi, owadami, larwami oraz małymi kręgowcami i bezkręgowcami, ale jej ulubionym pokarmem jest sok i żywica drzew.
Zajmowane terytorium znakują wydzieliną gruczołów zapachowych.
Ciąża trwa ok. 140 dni, jednorazowo rodzi się do 3 młodych. 
Osobniki komunikują się za pomocą odgłosów podobnych do świergotu ptaków - trele umożliwiają porozumiewanie się na odległość, gwizdy i charakterystyczne odgłosy przypominające kliknięcie mają za zadanie ostrzegać przed zagrożeniem. Część sygnałów nadawana jest w formie ultradźwięków niesłyszalnych dla człowieka.
W niewoli pigmejka karłowata może żyć do 16 lat, długość życia w warunkach naturalnych nie jest znana.

## Status zagrożenia
W Czerwonej księdze gatunków zagrożonych Międzynarodowej Unii Ochrony Przyrody i Jej Zasobów został zaliczony do kategorii LC (ang. vulnerable ‘narażony’).
Pigmejki karłowate są narażone na wyginięcie m.in. przez kłusownictwo i utratę naturalnych siedlisk. 